# 偽装表示
偽装表示（ぎそうひょうじ）とは、主に生産者・流通業者・販売者が消費者に対して商品の産地や消費期限などの商品情報を、実際の商品情報と異なるものにすりかえて表示すること。すなわち、故意に事実（実際）と異なる表示をすることを指し、不作為によるミス表示は不適正表示と呼ばれる。

## 概要
以下については、それぞれの記事を参照のこと。
- 産地偽装 - 食品などの産地偽装問題。具体例として牛肉偽装事件などがある。
- 食品偽装問題 - 食品メーカーなどによる消費期限・賞味期限などの偽装問題。
- 食材偽装問題 - 大手ホテルやレストランなどで発覚した使用食材の偽装問題。
- リコール隠しについては、リコール (一般製品)、リコール (自動車)#リコールと企業の社会的責任を参照。具体例として三菱リコール隠しなどがある。

偽装表示とは、主に意図的に虚偽の商品情報を表示した場合であり、不当表示とは意図的か否かにかかわらず、虚偽表示もしくは虚偽ではないものの不当に顧客を誘引し、一般消費者による自主的かつ合理的な選択を阻害するおそれがある表示である。すなわち、偽装表示は不当表示に内包される概念である。しかし、前述の偽装表示と不適正表示同様に、近年では、両者が混同されて使用されることが多々見受けられる。
なお英語で「偽装表示」は「false labelling (-ll-)」、「不当表示」は「false description」もしくは「false advertising」と表現されることが多い。
食品の製造・販売を行う業者がJAS法などの法律知識が不十分な場合、故意ではないとしても偽装表示を行ってしまう場合もある。他には、消費者が期限表示（消費期限/賞味期限）に過剰反応し、少しでも期限が古くなると見向きもしないため、本来であれば日持ちする期限以前に期限表示を設定せざるを得ず、本来なら日持ちする範囲だからと期限を再設定してしまうことが、業者のモラル低下を招いているという指摘もある。
自社で製造・販売している製品（この場合、食品でないことが多い）を、そのまま使用すると爆発など危険な事故を招きかねないと、製品を設計した技術陣があとから気がついても、すでに製品が市場に出回っており、いまさらリコールするとしても多大な告知宣伝費がかかり、しかも、使用中の消費者全員に告知がゆきわたるかどうかわからず、ゆきわたって回収したとしても背負い込む経済的損失は莫大であるとして、結局リコールは行なわない、といった場合がある。また、リコールを小規模で内々に行なっていても、その情報を一般公開したときに発生する経済的損失を考慮して、そのままリコール隠しのかたちを取るものもある（三菱リコール隠しなど）。事故発生率が些少である場合は、そのまま知らん振りをしても追及される恐れがないとして、そもそも危険情報を外部にもらさないといったケースも見受けられる。
その影響として、対応を誤ると販売元の企業が倒産したり、地域ブランドなど偽装表示を行っていた商品に関連する商品の売り上げが落ちたりする。
法的な扱いとしてはケースバイケースであるが、主に不正競争防止法、食品衛生法、消費者契約法などに違反することになる。法令によって罰則があるが、刑法の詐欺罪を適用することは難しい。詐欺罪が成立するには最初から「騙す意思があった」ことを証明（内心の立証）しなければならず、経営者側が「知らなかった」、「間違えた」「騙すつもりはなかった」と言えば詐欺罪は成立しない可能性が高いからである。

本来は企業内部の者だけが知りうる、こうした偽装問題を一般に知らしめられるのに、最も確実性の高いのが内部告発による発表である。英語では「whistleblower」と呼ばれる。